# كاستل غاندلفو
كاستل غاندلفو هي بلدة تقع في العاصمة روما في إيطاليا، وتحوي المقر الصيفي للبابا.

## السكان
في سنة 1871 بلغ عدد السكان 1٬606 نسمة، وتطور العدد ليصل في سنة 2011 لـ 8٬782 نسمة.
يظهر هذا المخطط البياني تطور النمو السكاني لـ كاستل غاندلفو

## توأمة
لكاستل غاندلفو اتفاقيات توأمة مع كل من:
- كوريبيب
- Châteauneuf-du-Pape [الإنجليزية]‏